# Bahnstrecke Orsa–Falun
| Der Bahnhof Garsås ist heute ein Café |                                              |                       |                       |
| Streckennummer: | Falun–Grycksbo: 34                           |                       |                       |
| Streckenlänge: | 104 km                                       |                       |                       |
| Spurweite: | 1435 mm (Normalspur)                         |                       |                       |
| Stromsystem: | Rättvik–Mora 15 kV, 16,7 Hz ~                |                       |                       |
| Streckengeschwindigkeit: | Bandel 334 Grycksbo–(Falun central): 30 km/h |                       |                       |
| |                                              |                       |                       |
| \| \| \| von Östersund \| \| \| \| \| Strecke von Bollnäs \| \| \| \| 234,393 \| Orsa \| 166 m ö.h. \| \| \| 231,306 \| Holen \| Holen \| \| \| 229,602 \| Lisselhed \| Lisselhed \| \| \| 226,359 \| Vattnäs \| Vattnäs \| \| \| 222,481 \| Mora Lasarett \| Mora Lasarett \| \| \| \| von Älvdalen \| \| \| \| \| von Kristinehamn \| \| \| \| 220,667 181,5 \| Mora \| Mora \| \| \| \| Österdalälven \| \| \| \| \| \| \| \| \| 180,0 \| Mora-Noret \| Mora-Noret \| \| \| 178,6 \| Solvikssågen \| Solvikssågen \| \| \| 177,5 \| Färnäs \| Färnäs \| \| \| 172,2 \| Fu \| Fu \| \| \| 163,4 \| Garsås (ehem. P-Halt) \| Garsås (ehem. P-Halt) \| \| \| 156,8 \| Stumsnäs \| Stumsnäs \| \| \| 148,6 \| Vikarbyn \| Vikarbyn \| \| \| 147,0 \| Åkernäs \| Åkernäs \| \| \| 144,3 \| Persborgs hotell \| Persborgs hotell \| \| \| 141,8 \| Rättvik \| Rättvik \| \| \| \| nach Borlänge \| \| \| \| 138,5 \| Utby \| Utby \| \| \| 135,0 \| Västgärde \| Västgärde \| \| \| 126,8 \| Slättberg \| Slättberg \| \| \| 118,0 \| Sågmyra \| Sågmyra \| \| \| 108,2 \| Lustebo \| Lustebo \| \| \| 106,1 \| Grycksbo \| Grycksbo \| \| \| 100,5 \| Bergsgården \| Bergsgården \| \| \| 93,2 \| Falun norra \| Falun norra \| \| \| \| von Borlänge \| \| \| \| 91,7 \| Falun C (Keilbahnhof) \| Falun C (Keilbahnhof) \| \| \| \| nach Gävle \| \| \| \| \| \| \| \| Quellen: [2][3] \| \| \| \| |                                              |                       |                       |
| Strecke |                                              | von Östersund         | von Östersund         |
| Abzweig geradeaus und von links |                                              | Strecke von Bollnäs   | Strecke von Bollnäs   |
| Bahnhof | 234,393                                      | Orsa                  | 166 m ö.h.            |
| ehemaliger Haltepunkt / Haltestelle | 231,306                                      | Holen                 | Holen                 |
| ehemaliger Haltepunkt / Haltestelle | 229,602                                      | Lisselhed             | Lisselhed             |
| Haltepunkt / Haltestelle | 226,359                                      | Vattnäs               | Vattnäs               |
| Haltepunkt / Haltestelle | 222,481                                      | Mora Lasarett         | Mora Lasarett         |
| Strecke · Strecke |                                              | von Älvdalen          | von Älvdalen          |
| Abzweig geradeaus und von rechts · Strecke |                                              | von Kristinehamn      | von Kristinehamn      |
| Bahnhof · Strecke | 220,667 181,5                                | Mora                  | Mora                  |
| Brücke über Wasserlauf · Strecke |                                              | Österdalälven         | Österdalälven         |
| Strecke nach links · Abzweig ehemals geradeaus, nach rechts und von rechts |                                              |                       |                       |
| ehemaliger Bahnhof | 180,0                                        | Mora-Noret            | Mora-Noret            |
| ehemalige Blockstelle | 178,6                                        | Solvikssågen          | Solvikssågen          |
| ehemaliger Bahnhof | 177,5                                        | Färnäs                | Färnäs                |
| ehemaliger Bahnhof | 172,2                                        | Fu                    | Fu                    |
| Dienststation / Betriebs- oder Güterbahnhof | 163,4                                        | Garsås (ehem. P-Halt) | Garsås (ehem. P-Halt) |
| ehemaliger Bahnhof | 156,8                                        | Stumsnäs              | Stumsnäs              |
| ehemaliger Bahnhof | 148,6                                        | Vikarbyn              | Vikarbyn              |
| ehemalige Blockstelle | 147,0                                        | Åkernäs               | Åkernäs               |
| ehemaliger Haltepunkt / Haltestelle | 144,3                                        | Persborgs hotell      | Persborgs hotell      |
| Bahnhof | 141,8                                        | Rättvik               | Rättvik               |
| Abzweig ehemals geradeaus und nach rechts |                                              | nach Borlänge         | nach Borlänge         |
| Haltepunkt / Haltestelle (Strecke außer Betrieb) | 138,5                                        | Utby                  | Utby                  |
| Bahnhof (Strecke außer Betrieb) | 135,0                                        | Västgärde             | Västgärde             |
| Bahnhof (Strecke außer Betrieb) | 126,8                                        | Slättberg             | Slättberg             |
| Bahnhof (Strecke außer Betrieb) | 118,0                                        | Sågmyra               | Sågmyra               |
| Haltepunkt / Haltestelle (Strecke außer Betrieb) | 108,2                                        | Lustebo               | Lustebo               |
| Betriebsstelle Strecke bis hier außer Betrieb | 106,1                                        | Grycksbo              | Grycksbo              |
| ehemaliger Bahnhof | 100,5                                        | Bergsgården           | Bergsgården           |
| ehemaliger Bahnhof | 93,2                                         | Falun norra           | Falun norra           |
| Abzweig geradeaus und von rechts |                                              | von Borlänge          | von Borlänge          |
| Bahnhof | 91,7                                         | Falun C (Keilbahnhof) | Falun C (Keilbahnhof) |
| Strecke |                                              | nach Gävle            | nach Gävle            |
| |                                              |                       |                       |
| Quellen: |                                              |                       |                       |

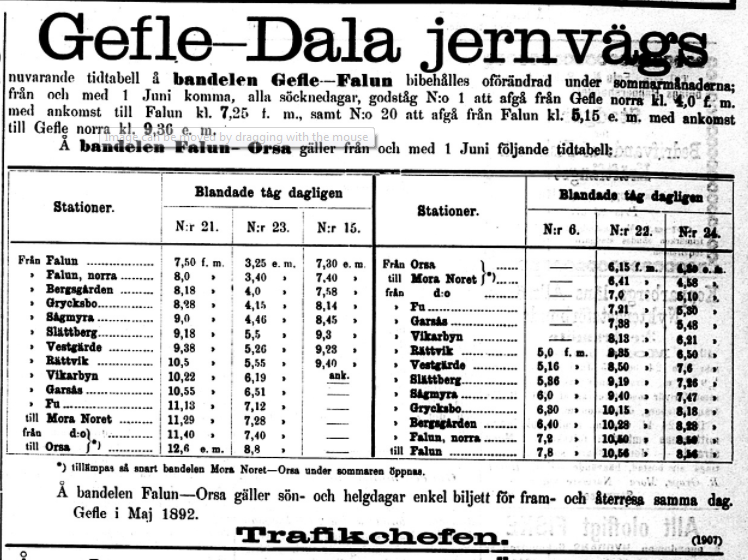
Fahrplan 1892

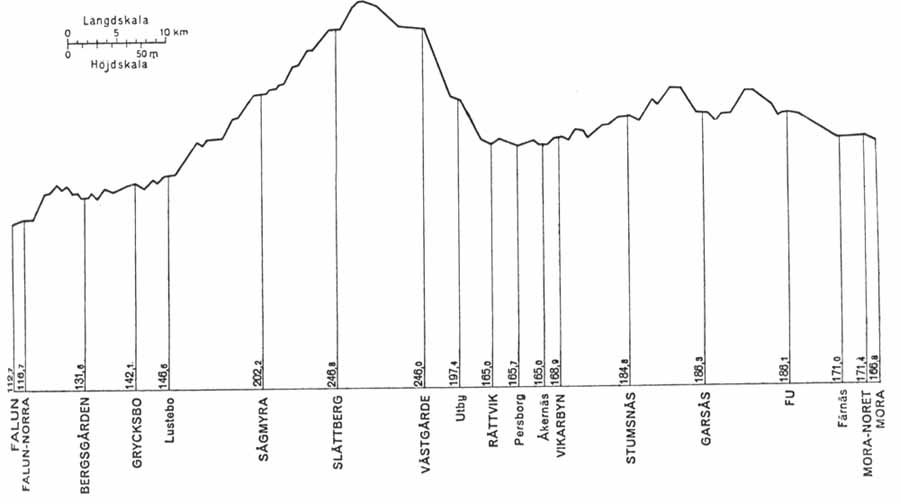
Höhenprofil

Die Bahnstrecke Orsa–Falun ist eine etwa 104 Kilometer lange normalspurige Bahnstrecke in Schweden. Die nur noch teilweise befahrbare Strecke ist die Stammstrecke der ehemaligen Falun–Rättvik–Mora Järnvägsaktiebolag (FRMJ).

## Falun–Rättvik–Mora Järnvägsaktiebolag
Bereits in den Jahren 1879 und 1880 gab es Überlegungen, eine Bahnstrecke nach Insjön und weiter an den Siljan-See zu errichten. Dazu wurde 1881 die Siljans Järnvägsaktiebolag gegründet, die 1884 die Strecke zwischen Insjön und Borlänge in Betrieb nahm.
Ab 1885 wurden konkrete Planungen für den Anschluss von Rättvik am Siljan gemacht. Dazu hatte Regierungspräsident Curry Treffenberg am 11. Februar 1885 zu einer Versammlung eingeladen, die den Ingenieur J. Danielsson damit beauftragte, eine Bahnstrecke zwischen Falun und einem Platz in der Nähe von Rättviks kyrka zu planen. Diese Planungen ergaben, dass der Bau dieser Strecke 1,7 Millionen Kronen kosten und jährlich einen Überschuss von 60.000 Kronen abwerfen würde.
Als Geldgeber für den Bau kamen das Bergbauunternehmen Stora Kopparbergs bergslag, die Stadt Gävle und die Gävle–Dala Järnvägsaktiebolag in Frage. Stora Kopparbergs bergslag forderte für eine finanzielle Beteiligung eine Streckenführung bis nach Mora. In der Folge wurde eine Konzession für die Strecke von Falun nach Mora beantragt. Am 18. Dezember 1885 wurde die Falun–Siljans Järnvägsaktiebolag gegründet, die man kurze Zeit später in Falun–Rättviks Järnvägsaktiebolag (FRJ) umbenannte. Der Konzessionsantrag wurde auf die umbenannte Gesellschaft übertragen, die Bewilligung am 2. April 1886 erteilt.
Der Vorstand der FRJ sicherte die Finanzierung der geplanten Strecke zwischen Falun und Rättvik sowie die Verlängerung nach Noret in der Gemeinde Mora. Für diese Verlängerung wurde die Konzession am 30. September 1887 erteilt. 1888 änderte die Gesellschaft erneut ihren Namen in Falun–Rättvik–Mora Järnvägsaktiebolag (FRMJ). Diese Gesellschaft beantragte im Februar 1889 eine weitere Konzession für eine Strecke von Mora Noret nach Orsa, für die sich aber bereits die Mora–Vänerns Järnväg (MVJ) beworben hatte. Die Gemeinde Orsa entschied sich für die FRMJ, die die Konzession am 12. Juni 1891 erhielt.

## Bau der Strecke
Am 29. September 1887 begannen unter dem Ingenieur Carl Johan Jehander die Bauarbeiten für den 50 Kilometer langen Abschnitt zwischen Falun und Rättvik. Der Streckenteil Falun–Sågmyra wurde am 12. November 1889 für den allgemeinen Verkehr  freigegeben. Am 12. August 1890 folgte die Freigabe des Abschnittes Sågmyra–Rättvik. Der Bau der Strecke kostete 856.000 Kronen. Lokomotiven und Fahrzeuge stellte die Gävle–Dala Järnvägsaktiebolag (GDJ).
Die folgenden 38 Kilometer zwischen Rättvik und Mora Noret wurden für 405.000 Kronen gebaut. Die Eröffnung für den allgemeinen Verkehr erfolgte am 2. August 1891. Auch hier stellte die GDJ die Fahrzeuge. Den Abschluss der Bauarbeiten bildete die 14 Kilometer lange Strecke von Mora Noret nach Orsa, der für 189.000 Kronen errichtet wurde. Nach der Eröffnung dieses Abschnittes am 1. August 1892 weihte König Oskar II. am 15. September die Gesamtstrecke zwischen Falun und Orsa ein.
Am 1. November 1892 vollendete die Mora–Vänerns Järnväg (MVJ) die Verbindung zwischen Vansbro und Mora für den allgemeinen Verkehr. Zwischen den Bahnen der FRMJ bis Mora Noret und der MVJ bis Mora lag nur der Österdalälven. Nun wurde eine Verbindung der beiden Strecken geplant. Am 28. August 1894 wurde die Konzession für die von der Mora–Älvdalens järnvägsaktiebolag (MEJ) zu errichtenden Älvdalbahn zwischen Älvdalen, Mora und Mora Noret vergeben. Nach Verhandlungen gab die MEJ die Konzession für den Abschnitt zwischen Mora und Mora Noret am 15. März 1895 an die FRMJ ab.
Mit den örtlichen Behörden vereinbarte die FRMJ den Bau einer kombinierten Eisenbahn- und Straßenbrücke über den Österdalälven, wozu der Staat zwei Drittel Zuschuss gab. Am 21. September 1895 wurde die Verbindungsbahn zwischen Mora und Mora Noret in Betrieb genommen, wobei nun die GDJ für die Gesamtstrecke die Betriebsaufgaben übernahm.
Die GDJ hatte von Anfang an eine Mehrheitsbeteiligung an der FRMJ. Nach der Übernahme aller übrigen Aktien war die FRMJ ab 1903 eine hundertprozentige Tochtergesellschaft der GDJ.
Bei der Versteigerung der insolventen Mora–Älvdalens Järnvägsaktiebolag (MEJ) am 26. Mai 1908 erhielt die FRMJ für 480.000 Kronen den Zuschlag und war damit auch Eigentümer der Älvdalsbahn. Formell wurden die Verwaltung und der Verkehrsbetrieb der MEJ am 1. Mai 1909 von der FRMJ übernommen.
Am 1. Januar 1918 kauften die SJ die Teilstrecke Mora–Mora Noret–Orsa, um sie in die Inlandsbahn von Kristinehamn nach Gällivare zu integrieren.
Die FRMJ wurde zum 1. Januar 1920 als Eisenbahngesellschaft aufgelöst und vollständig in die Gävle–Dala Järnvägsaktiebolag (GDJ) eingegliedert.

## Heutiger Zustand
Seit dem 28. Mai 1978 wird der Streckenabschnitt zwischen Rättvik und Mora elektrisch betrieben. Der Nordteil zwischen Orsa und Mora gehört heute betrieblich zur Inlandsbahn. Der Streckenabschnitt Mora–Rättvik ist Teil der seit der Namensgebung von Bahnstrecken durch Banverket im Jahre 1990 als Dalabanan bezeichneten Verbindung zwischen Mora und Uppsala.
Am 1. Dezember 1965 wurde der Personenverkehr auf der Strecke zwischen Falun und Grycksbo sowie der Gesamtverkehr auf der Strecke zwischen Grycksbo und Rättvik eingestellt. Am 1. September 1987 folgte der Güterverkehr zwischen Falun Norra und Grycksbo sowie am 1. Juni 1990 der Güterverkehr zwischen Falun C und Falun Norra.
Die Verbindung von Falun nach Rättvik wurde Mitte der 1960er Jahre unterbrochen, als die Strecke zwischen Grycksbo und Rättvik stillgelegt und zwischen 1966 und 1967 abgebaut wurde. Seither verkehren alle Züge auf der Strecke zwischen Rättvik und Borlänge, wo 1965 auch ein neuer Güterbahnhof als Güterverkehrszentrum für Dalarna in Betrieb genommen wurde. Der Abschnitt Grycksbo–Falun wurde am 8. September 2003 für den Güterverkehr wieder eröffnet, nachdem Banverket, Stora Enso und Grycksbo pappersbruk 50 Millionen Kronen in die Renovierung investiert hatten. Die Strecke wurde bis 2008 von einem täglich verkehrenden Güterzug durch Green Cargo bedient, der hauptsächlich die Papierfabrik in Grycksbo mit dem Schienennetz verband. Nachdem der Betrieb 2008 den Besitzer wechselte, wird die Firma nicht mehr auf der Schiene bedient, der Abschnitt wird seitdem nicht planmäßig befahren.
Der Verein Museiföreningen Gefle-Dala Jernväg hat bei der schwedischen Verkehrsbehörde einen Antrag zur Übernahme der Strecke gestellt und die Zulassung als Verkehrsunternehmen beantragt. Eigentlich sollten die Sonderfahrten schon zum Sommer 2024 wieder aufgenommen werden, dies ist offensichtlich noch nicht erfolgt.

## Verkehr
Etwa zur gleichen Zeit wurden die Dampflokomotiven durch die Dieseltraktion ersetzt. Zum Einsatz kam hauptsächlich die Baureihe T41. In den 1970er Jahren kam auch die Baureihe T45 auf die Strecke. Zwischen 1967 und 1973 gab es eine Direktverbindung zwischen Stockholm und Mora, auf der Triebwagen der Baureihe Y3 eingesetzt wurden.
1978 wurde der Abschnitt zwischen Mora und Rättvik elektrifiziert. Statt der in Schweden sonst üblichen Stahlmasten wurde die Fahrleitung an geteerten Holzmasten angebracht.